# Ludwig Skuras
Ludwig Skuras (* 1998) ist ein deutscher Schauspieler und ehemaliger Kinderdarsteller, der in diversen deutschen Spielfilmen, Dramen und Fernsehfilmen verschiedene Rollen übernommen hat.

## Filmografie
- 2009: Über den Tod hinaus
- 2010: Zivilcourage
- 2010: Henri 4 (Kinofilm)
- 2010: Haltet die Welt an
- 2010: Das geteilte Glück
- 2012: Kennen Sie Ihren Liebhaber?
- 2012: Der Rekordbeobachter
- 2014: Neufeld, mitkommen!
- 2016: Hilfe, wir sind offline!
- 2017: Was ich dir noch sagen wollte (Kurzfilm)